# Stojan Lukic
Stojan Lukic, född 28 december 1979 i Österhaninge församling, är en svensk fastighetsmäklare och före detta fotbollsmålvakt.

## Karriär
Lukic är uppvuxen i Stockholm och började spela fotboll i Västerhaninge IF. Som 15-åring flyttade han till Halmstad och började spela för IF Leikin. 1999 gick han till IS Halmia, där han spelade fram tills 2003. Året efter gick han till Högaborgs BK, där det blev två år och därefter ett år i Landskrona BoIS.
Under sin debutsäsong 2008 i Falkenbergs FF fick han sitt genombrott i Superettan, där han på 27 matcher räddade flest skott (143) av samtliga målvakter. Efter fem säsonger i Falkenbergs FF valde Lukic att inte förlänga sitt kontrakt med klubben.
Inför säsongen 2013 skrev Lukic på för Halmstads BK i Allsvenskan. Hans debut i Allsvenskan samt för Halmstad kom i premiären av Allsvenskan 2013 mot Malmö FF som slutade 1–1. 

### Örgryte IS
Den 27 november 2016 skrev Stojan Lukic på ett kontrakt med Örgryte IS som sträckte sig över säsongen 2018 med option på ytterligare ett år. I juli 2018 stod det klart att Stojan Lukic skulle spela kvar i Örgryte IS säsongen 2019 efter att Stojan Lukic och Örgryte IS aktiverat optionen på kontraktet med ett år.
Dagarna innan försäsongen 2019 startade meddelades att assisterande tränare Fredrik Björck lämnade sitt uppdrag som assisterande och det blev Lukic som fick rollen som ny assisterande tränare under Thomas Askebrand i Örgryte IS. Stojan Lukic kunde fortfarande spela matcher under Superettan 2019 på grund av en option som han utnyttjade i juli 2018. Hans "assisterande tränare-kontrakt" skrevs på 2+1 år. Efter säsongen 2019 lämnade Lukic klubben.

### Varbergs BoIS
I februari 2020 värvades Lukic av Varbergs BoIS, där han skrev på ett ettårskontrakt. Till sommaren var Lukic färdig med att utbilda sig till fastighetsmäklare och hade börjat arbeta för Länsförsäkringar Halland parallellt med fotbollen. I december 2020 meddelade Lukic att han avlutade sin fotbollskarriär. I januari 2021 meddelade dock Varbergs BoIS att Lukic fortsatte i klubben över säsongen 2021 som backup till August Strömberg och Philip Mårtensson. Efter säsongen 2021 avslutade Lukic på nytt sin fotbollskarriär. I september 2022 skrev emellertid Lukic på ett kontrakt säsongen ut med Varbergs BoIS och gjorde därmed ytterligare en comeback i sin karriär. I december samma år förlängde han sitt kontakt med Varbergs BoIS över 2023.
I oktober 2023 meddelade Lukic återigen att han avslutar karriären.